# Matteo Gaudioso
Matteo Gaudioso (Francofonte, 18 febbraio 1892 – Catania, 27 dicembre 1985) è stato uno scrittore, storico e politico italiano.

## Biografia
Iniziò gli studi nella sua città natale dimostrando subito interesse per le materie letterarie e per la storia in particolare. A seguito dello scoppio della prima guerra mondiale, dovette andare in guerra e fu costretto ad interrompere gli studi. Nel corso del conflitto venne ferito in Carnia nel 1916. Nel corso della lunga convalescenza pubblicò il suo primo libro dal titolo Francofonte ricerche e considerazioni storiche. Ripreso il servizio nel suo reggimento dei bersaglieri, venne fatto prigioniero a Caporetto nel 1917 e deportato in Germania dove rimase prigioniero per oltre un anno.
Ritornato a Francofonte, al ritorno dalla prigionia, riprese gli studi interrotti presso l'Università di Palermo dove nel 1920 si laureò in giurisprudenza.
Nel 1925 si laureò anche in lettere presso l'Università di Catania. Iniziò la sua attività lavorativa come insegnante di liceo, presto volle seguire la sua iniziale predisposizione alla passione per la storia impiegandosi presso l'Archivio di Stato di Catania, ma continuando nei suoi studi divenne libero docente di Storia del diritto italiano presso l'Università di Catania. Posto in cattiva luce dalle sue idee liberali e democratiche, venne trasferito presso l'Archivio di Stato di Firenze presso il quale rimase per circa un decennio. Nel corso della seconda guerra mondiale, si arruolò nella Resistenza in Toscana.
Alla fine della guerra ritornò in Sicilia ed iniziò ad insegnare presso le università di Catania e Messina, ma a causa dei suoi precedenti come partigiano, subì un secondo trasferimento da Catania a Venezia. Questa volte però, non ritenne di subire il trasferimento e diede le dimissioni dall'amministrazione degli archivi di stato. Continuò così ad occuparsi della ricerca storica in privato continuando negli studi e dedicandosi alla politica attiva.
Nel 1953 venne eletto alla Camera dei deputati del parlamento italiano nelle file del Partito Socialista Italiano e venne poi riconfermato per un altro quinquennio. Nel corso della sua attività parlamentare si batté per la costituzione della Commissione parlamentare Antimafia ma si occupò anche di pubblica istruzione e di beni culturali. Dopo dieci anni di attività parlamentare ritornò definitivamente a Catania dove rimase fino alla sua morte.

## Le sue opere
Nel corso della sua lunga vita scrisse molte opere di argomento storico-giuridico, materie che lo avevano affascinato sin dalla sua adolescenza. Fra queste si ricordano:
- Francofonte ricerche e considerazioni storiche (1916)
- Per la storia del territorio di Lentini nel II medioevo pubblicata nel 1926 e riedita nel 1992
- La schiavitù domestica in Sicilia dopo i normanni pubblicata nel 1926 e riedita nel 1979
- Natura giuridica delle autonomie cittadine del Regnum Siciliae  (1952)
- La questione demaniale a Francofonte (1969)
- Francofonte formazione urbanistica e sacra (1970)
- La comunità ebraica di Catania nei secoli XIV e XV (1974)

Dopo la sua morte, viene istituito a Francofonte, un centro studi alla sua memoria che si occuperà della divulgazione della sua opera con riedizioni delle opere risalenti alla sua giovinezza.